# Rivière Adam (rivière Laval)
Pour les articles homonymes, voir Adam et Rivière Adam.
La rivière Adam est un affluent de la rivière Laval, coulant généralement vers le sud-est, dans le territoire non organisé du Lac-au-Brochet, dans la municipalité régionale de comté de la Haute-Côte-Nord, dans la région administrative de la Côte-Nord, au Québec, au Canada. Le cours de la rivière coule entièrement dans le zec de Forestville.
La partie inférieure du bassin versant de la rivière Adam est desservie par la route 385 laquelle relie le village de Labrieville à la route 138. La route route 385 coupe la partie inférieure de la rivière. Une route forestière longe le cours de la rivière jusqu’à sa tête. D’autres routes forestières ont été aménagées dans la région, surtout pour les besoins de la foresterie,,.
La foresterie constitue la principale activité économique du secteur ; les activités récréotouristiques, en second.
La surface de la rivière Adam est habituellement gelée de la fin novembre au début avril, toutefois la circulation sécuritaire sur la glace se fait généralement de la mi-décembre à la fin mars.

## Géographie
La rivière Adam prend sa source à l’embouchure du lac Adam (longueur : 0,9 km ; altitude : 372 m), situé dans le territoire non organisé du Lac-au-Brochet. Ce lac est situé dans la zec de Forestville à 1,7 km à l'est du cours supérieur de la rivière Nicette, à 19,7 km au nord-est de l’embouchure de la rivière Adam, à 32,3 km au nord-ouest du centre-ville de Forestville et à 30,9 km au nord-ouest de l’embouchure de la rivière Laval,.
À partir du lac Adam, la rivière Adam coule sur 27,0 km, entièrement en zone forestière, dans la Zec de Forestville, selon les segments suivants :
- 7,0 km vers le sud-est en traversant le lac Elzéar (altitude : 372 m), le lac du Cousin (altitude : 251 m) et le lac Ouelette (longueur : 2,3 km ; altitude : 248 m) vers le sud, jusqu’à l’embouchure de ce dernier ;
- 1,6 km vers le sud-est notamment en traversant le lac à Maxime (longueur : 1,4 km ; altitude : 234 m), jusqu’à son embouchure. Note : une douzaine de chalets ont été aménagés sur la rive nord du lac ;
- 3,9 km vers le sud-est en traversant les deux lacs à Charles-Tremblay (longueur : 1,1 km et 1,3 km ; altitude : 190 m) vers le sud, jusqu’à l’embouchure de ce dernier ;
- 2,9 km vers le nord-est en coupant une route forestière jusqu’au ruisseau Fournier (venant du sud) ;
- 9,8 km vers l’est, le sud-est, puis le nord-est, jusqu’à la confluence de la rivière aux Lacs (venant du sud) ;
- 1,8 km en passant sous le pont de la route 385 en traversant la fosse Adam où les saumons se regroupent, jusqu’à la confluence de la rivière[2].

La rivière Adam se déverse dans un coude de rivière sur la rive ouest de la rivière Laval à 1,4 km en amont de la limite nord-Ouest de la municipalité de Colombier.
L'embouchure naturelle de la rivière Adam est située à :
- 13,9 km au nord-ouest d’une petite baie de la rive nord-ouest du fleuve Saint-Laurent ;
- 19,6 km au nord-ouest du centre-ville de Forestville ;
- 19,8 km à l'est de l'embouchure du lac de tête (lac Adam) ;
- 28,7 km au sud-est de l'embouchure de la rivière Betsiamites ;
- 73,8 km au sud-est du centre-ville de Baie-Comeau[2],[6]

## Toponymie
Le toponyme de « rivière Adam » a été officialisé le 5 décembre 1968 à la Banque des noms de lieux de la Commission de toponymie du Québec, soit à la création de cette commission.